# 鴿鱒
鴿鱒，為輻鰭魚綱鮭形目鮭科的一種，被IUCN列為次級保育類動物。

## 分布
本魚分布於歐洲希臘及馬其頓間的Prespa湖盆地。

## 特徵
本魚體呈紡錘狀，略側扁，體呈淡褐色，背部顏色較深，體側具有黑色及紅色的細點，並具有不規則的褐色斑塊，各鰭略呈淡黃色，尾鰭略凹入，背鰭具有紅色小斑點，體長可達33.6公分。

## 生態
本魚棲息在湖泊，屬肉食性，吃底棲無脊椎動物，繁殖期為11月，並洄游至附近溪流產卵。

## 經濟利用
可為食用魚，由於過度捕撈，導致族群瀕臨絕種。